# Buckila kyrkoby
Buckila kyrkoby eller Pukkila kyrkoby (finska: Pukkilan kirkonkylä) är en tätort (finska: taajama) och centralort i Buckila kommun i landskapet Nyland i Finland. Vid tätortsavgränsningen den 31 december 2021 hade Buckila kyrkoby 727 invånare och omfattade en landareal av 2,52 kvadratkilometer.